# Pimoa nainital
Espèce
Pimoa nainital est une espèce d'araignées aranéomorphes de la famille des Pimoidae.

## Distribution
Cette espèce est endémique d'Uttarakhand en Inde,. Elle se rencontre vers Nainital.

## Description
Le mâle holotype mesure 5,37 mm et la femelle paratype 5,72 mm.

## Étymologie
Son nom d'espèce lui a été donné en référence au lieu de sa découverte, Nainital.

## Publication originale
- Lin, Marusik, Gao, Xu, Zhang, Wang, Zhu & Li, 2021 : « Twenty-three new spider species (Arachnida: Araneae) from Asia. » Zoological Systematics, vol. 46, no 2, p. 91-152.